# Recuerdos de un turista
Recuerdos de un turista es una colección de relatos de viajes escritos por Stendhal publicada en París en 1838 en dos volúmenes.

## Resumen
La historia tiene forma de novela. La biografía del narrador anónimo constituye el inicio del libro. El joven trabaja en la aduana y luego se enriquece con el comercio del hierro, lo que le brinda la oportunidad de emprender un viaje, que supuestamente tiene lugar en 1837.
«Turista» importada del inglés es una palabra completamente nueva en Francia, lo que convierte a Stendhal en «el primer turista de la literatura francesa».
En el primer volumen, relata su viaje a Bretaña y Normandía.
En el segundo volumen, describe un largo viaje que comienza a principios del mes de julio de 1837 desde Vannes, pasando por París (Puente del Gard), Grenoble, Chambéry, Suiza (Ginebra), Aviñón, Marsella, luego en barco a Génova en Italia y luego en su regreso por Toulon, Nimes, Montpellier y termina en Burdeos a fines de septiembre.
El libro es más bien una guía de viajes que una descripción de los estados de ánimo y los recuerdos del viajero.
Aún no ha sido traducido al español.